# David Davis (sędzia)
David Davis (ur. 9 marca 1815 nieopodal Cecilton, zm. 26 czerwca 1886 w Bloomington) – amerykański prawnik i polityk.

## Życiorys
W 1832 ukończył Kenyon College, a następnie studiował prawo na Uniwersytecie Yale, które ukończył trzy lata później. W następnym roku przyjęto go do palestry i rozpoczął prywatną praktykę w Bloomington. W 1844 został wybrany do legislatury stanu Illinois z ramienia Partii Wigów. Cztery lata później został sędzią okręgowym i piastował to stanowisko przez 14 lat. W 1860 mocno wspierał kandydaturę Abrahama Lincolna na prezydent. Przez dwa lata był doradcą Lincolna, a następnie został przez niego powołany do Sądu Najwyższego.
W wyborach prezydenckich w 1872 początkowo przyjął propozycję nominacji Liberalnych Republikanów. Jednak ostatecznie kandydatem został Horace Greeley, któremu poparcia udzieliła też Partia Demokratyczna. Mimo to otrzymał jeden głos w Kolegium Elektorskim.
Podczas wyborów w 1876 Davis został członkiem piętnastoosobowej komisji, której zadaniem było rozstrzygnięcie ważności głosów powszechnych z Karoliny Południowej, Luizjany i Florydy. Prócz niego w skład komisji wchodziło pięciu kongresmanów, pięciu senatorów i pięciu członków Sądu Najwyższego (łącznie 7 demokratów, 7 republikanów i Davis jako kandydat niezależny). Tuż przed rozpoczęciem prac Davis zrezygnował jednak z funkcji sędziego na rzecz wyboru do Senatu. W izbie wyższej zasiadał od 1877 do 1883, a przez dwa ostatnie lata pełnił funkcję przewodniczącego pro tempore. Po zakończeniu kadencji wycofał się z życia publicznego i osiadł w Bloomington.